# Thomas Otway
Thomas Otway (Trotton, prop de Midhurst, Sussex, 3 de març de 1652 - Londres, 14 d'abril de 1685) va ser un dramaturg anglès del període de la  Restauració, recordat sobretot per la seua obra Venècia salvada, o La conjura descoberta (1682).

## Vida
Quan va nàixer, son pare, Humphrey Otway, era rector de la parròquia de Midhurst, prop de Trotton. Un temps després, Humphrey esdevingué rector de Woolbeding, una parròquia veïna, i aquí es crià Thomas Otway, del qual hom esparava que es consagraria també al sacerdoci. S'educà en el Winchester College, i el 1669 ingressà en el Christ Church College d'Oxford, però a la tardor del 1672 deixà la universitat sense llicenciar-se. A Oxford va conéixer Anthony Cary, 5è vescomte de Falkland, de qui primer aprengué a estimar els llibres, com diu ell mateix en la dedicatòria de Caius Marius. A Londres va fer amistat amb Aphra Behn, que el 1672 l'elegí de rei ancià per a la seua obra Forced Marriage, or The Jealous Bridegroom, en el Dorset Garden Theatre; però, a causa d'una greu por escènica, la seua actuació fou calamitosa i no tornà mai a pujar en un escenari, optant en canvi per escriure el que s'hi havia de recitar. Aquell mateix any morí son pare, cosa que dugué Ottway a abandonar oficialment qualsevol intenció de dedicar-se al sacerdoci. Es mudà a Londres per a convertir-se en dramaturg, i allà descobrí la seua musa.
La musa de qui s'enamorà fou Elizabeth Barry, que actuaria en moltes de les seues obres més destacades. Es conserven sis cartes sobre ella, l'última de les quals es refereix a una cita trencada; sembla que havia flirtat amb ell, però no tenia cap intenció d'ofendre permanentment John Wilmot, 2n comte de Rochester, el seu amant. El 1678, caigut en la desesperació, Otway obtingué una comissió per mediació de Charles FitzCharles, 1r comte de Plymouth, un fill natural de Carles II, en un regiment que servia als Països Baixos. Les tropes angleses van ser dissoltes el 1679, i van haver de cercar pel seu compte la manera de tornar a casa, car els van pagar amb paper devaluat. Otway arribà a Londres a finals d'any, malgirbat i brut, circumstància que recull Elkanah Settle en les seues Sessions of the Poets.
A partir de llavors, sembla que Otway va deixar de lluitar contra la seua pobresa i les seues desgràcies. En algun moment encara va intentar procurar-se uns diners com a preceptor del fill de la famosa actriu Nell Gwyn. El relat generalment més acceptat sobre com va morir és el de Theophilus Cibber en Lives of the Poets. Diu que va eixir del seu retir en Tower Hill a demanar almoina, i que un transeünt, en assabentar-se de qui era, li va regalar una guinea, amb la qual Otway se n'anà precipitadament a una fleca, menjà apressadament el pa i s'ennuegà amb el primer bocí. Tant si aquest relat de la seua mort és verídic com si no ho és, el que sí és cert és que va morir enmig d'una gran pobresa, i va ser enterrat el 16 d'abril de 1685 en el cementeri de St. Clement Danes.

## Trajectòria literària
- Alcibiades. El 1675, Thomas Betterton va produir aquesta primera peça d'Otway al Dorset Garden Theatre, on finalment es representarien gairebé totes les seues obres. Es tracta d'una tragèdia escrita en vers heroic, que només se salvà del fracàs absolut gràcies als actors. Elizabeth Barry hi va fer el paper de Draxilla, i el seu amant, John Wilmot, 2n comte de Rochester, va recomanar Otway al duc de York (després rei  Jaume II).
- Don Carlos, Prince of Spain va significar una gran millora, l'any següent. La matèria d'aquesta tragèdia rimada prové de la novel·la del mateix nom escrita el 1672 per César Vichard de Saint-Réal, font a partir de la qual va construir també Friedrich Schiller la seua tragèdia Don Carlos.
- The Orphan or The Unhappy Marriage, la primera de les dues obres mestres tràgiques d'Otway, es representà al Dorset Garden al febrer de 1680, amb la senyora Barry en el paper de Monimia. Escrita en vers blanc, modelat per Shakespeare, el seu èxit es va deure al domini del pathos tràgic que demostra Otway en els personatges de Castalio i Monimia.
- The History and Fall of Caius Marius, estrenada el mateix any que The Orphan, i impresa en 1692, és un curiós empelt de Romeu i Julieta de Shakespeare amb la història de Marius relatada en les Vides de Plutarc.[3] Caius Marius va ser increïblement popular en el seu temps, superant Romeu i Julieta durant almenys els setanta anys següents a la seua estrena.[5]
- The Poets Complaint of its Muse, or A Satyr against Libells, s'estrenà també el 1680. Otway hi reaccionà contra els seus enemics i els crítics literaris.
- The Soldier's Fortune, comèdia (1681).
- Venice Preserved or A Plot Discovered s'estrenà al febrer de 1682. La història es basa en la Histoire de la conjuration des Espagnols contre la Venise en 1618, també de César Vichard de Saint-Réal, però Otway la modificà considerablement. El personatge de Belvidera és propi seu, i la part principal de la conspiració, que correspon a Bedamor, l'ambaixador espanyol, s'atribueix en l'obra a l'històricament insignificant Pierre and Jaffeir. La peça té una intenció política, amb la narració influenciada per la fictícia Conspiració Papista que va exaltar els sentiments anticatòlics a Anglaterra.

The Orphan i Venice Preserved van romandre als escenaris com a obres de repertori fins al segle xix, i les principals actrius del període van fer de Monimia i de Belvidera.
- The Atheist (1684) va ser la seua última peça i la més obscura; encara que molts la veuen com un intent de repetir el seu èxit anterior amb la comèdia The Soldier's Fortune, alguns altres no la veuen com una simple seqüela sinó com un «experiment brillant».[6] Un dels objectius de l'obra és mostrar què passa després de les noces com a conclusió sentimental en les obres de teatre de l'època, a través de les figures de Courtine i Sylvia. La complexitat de la trama, que en part deriva de la «Maîtresse invisible», el primer conte interpolat en Le Roman comique de Paul Scarron,[7] parla del laberint de la vida humana, un món sense sentit presentat al públic per desxifrar.

- The Works of Mr. Thomas Otway, amb un relat de la seua vida i els seus escrits. Publicat el 1712, en van seguir altres edicions (1722, 1757, 1768, 1812). L'edició estàndard és la de T. Thornton (1813).[3]